# Королівська битва (2014)
Королівська битва (2014) (анґл. Royal Rumble (2014)) - це щорічне pay-per-view-шоу, яке улаштовує федерація реслінґу WWE. Шоу пройшло 26 січня 2014 року на арені «Консол Енерджі-центр» у місті Піттсбург (штат Пенсільванія, США). Це шоу - двадцять сьоме щорічне PPV-шоу. Королівську битву вважають одною з «Великої четвірки» PPV-шоу WWE (разом з РеслМанією, SummerSlam та Survivor Series).

## Створення
Основою цього PPV стане матч «Королівська битва». Матч починають два реслери і через кожні півтори хвилини на рингу з'являється новий претендент на перемогу. Задля точного вимірювання в кутку є спеціальний часомір. Знищеним вважається той реслер, якого викинули за канати і він двома ногами торкнувся підлоги. Всього в матчі беруть участь 30 реслерів. Переможець «Королівської битви» отримує можливість битися з Чемпіоном світу у важкій вазі WWE на головному PPV-шоу - РеслМанії.
Наприкінці листопаду 2013 громадськості було представлено офіційний постер шоу. На ньому зображені суперзірки WWE: Ренді Ортон, Сім'я Ваятта (Брей Уайатт, Ерік Роуен і Люк Харпер), Райбек, Марк Генрі, Альберто Дель Ріо, Дольф Зігглер, Кофі Кінгстон, Кейн, Деніел Брайан, Джон Сіна та СМ Панк.
Квитки на шоу з'явилися у продажі в середині жовтня 2013 року.
На RAW 20 січня було оголошено що участь у шоу приймуть три легенди Зали Слави WWE - переможець першої Королівської битви «Ножівка» Джим Дагган, «HBK» Шон Майклз і «Дитя Природи» Рік Флер.